# بني حدير
قرية بنى حدير هي إحدى القرى التابعة لمركز الواسطى في محافظة بني سويف في جمهورية مصر العربية. حسب إحصاءات سنة 2006، بلغ إجمالي السكان في بنى حدير 9775 نسمة، منهم 5096 رجل و4679 امرأة.